# Apotolamprus manjarivoloensis
Apotolamprus manjarivoloensis là một loài bọ cánh cứng trong họ Bọ hung (Scarabaeidae).